# Thomas James Churchill
Pour les articles homonymes, voir Churchill.
Thomas James Churchill, né le 10 mars 1824 à Louisville (Kentucky) et mort le 14 mai 1905 à Little Rock (Arkansas), est un officier et un homme politique démocrate américain. Il a participé à la guerre de Sécession du côté des confédérés. Il est gouverneur de l'Arkansas entre 1881 et 1883.